# Lista de episódios de Bobby's World
Abaixo está uma lista de episódios da série de televisão animada Bobby's World (O Fantástico Mundo de Bobby, no Brasil) do canal Fox Kids. A série estreou em setembro de 1991, durando até fevereiro de 1998, num total de 81 episódios.

## Resumo
| Temporada | Temporada | Episódios | Exibição original      | Exibição original       |
| Temporada | Temporada | Episódios | Início da temporada    | Fim da temporada        |
| --------- | --------- | --------- | ---------------------- | ----------------------- |
|           | 1         | 13        | 8 de setembro de 1990  | 19 de janeiro de 1991   |
|           | 2         | 8         | 7 de setembro de 1991  | 16 de novembro de 1991  |
|           | 3         | 13        | 29 de agosto de 1992   | 8 de maio de 1993       |
|           | 4         | 13        | 18 de setembro de 1993 | 26 de fevereiro de 1994 |
|           | 5         | 13        | 12 de setembro de 1994 | 20 de fevereiro de 1995 |
|           | 6         | 8         | 11 de setembro de 1995 | 6 de maio de 1996       |
|           | 7         | 10        | 6 de setembro de 1997  | 23 de fevereiro de 1998 |

## Episódios

### Primeira temporada
| № | Episódio                                                              | Exibição original      | Código |
| --- | --------------------------------------------------------------------- | ---------------------- | ------ |
| 1 | "Visitando a Tia Ruth (The Visit to Aunt Ruth's)"                     | 8 de setembro de 1990  | 6401   |
| Bobby não quer visitar a Tia Ruth, pois acha que vai ficar entediado e que ela cheira mal. No entanto, o garoto descobre que estar com sua tia era divertido e pensa em visitá-la outra vez.                                                       |                                                                       |                        |        |
| 2 | "As incríveis aventuras do Tio Ted (Uncle Ted's Excellent Adventure)" | 15 de setembro de 1990 | 6402   |
| O Tio Ted decide acampar juntamente com Bobby no quintal da casa. Era a primeira vez que o garoto dorme fora e não acha que está pronto para encarar tal situação. No final do episódio, toda a família decide acampar juntamente com Ted e Bobby. |                                                                       |                        |        |
| 3 | "Bobby e a Babá (Adventures in Bobby Sitting)"                        | 22 de setembro de 1990 | 6403   |
| Howard, Martha e Kelly saem, deixando Bobby e Derek sozinhos em casa. Eles ficam aborrecidos por ficarem com uma babá, porém as coisas saem melhor que o planejado.                                                                                |                                                                       |                        |        |
| 4 | "O Presente do Papai (The Best One of the Mall)"                      | 6 de outubro de 1990   | 6405   |
| É o dia do aniversário de Howard. Enquanto Derek e Kelly vão comprar um presente para ele, Bobby perde-se no shopping. |                                                                       |                        |        |
| 5 | "Meu Pai Conserta Tudo (My Dad Can Fix Anything)"                     | 20 de outubro de 1990  | 6404   |
| O triturador de lixo quebrou e Howard tenta consertá-lo, e para isso pede ajuda de Bobby e do Tio Ted. |                                                                       |                        |        |
| 6 | "Roger e Eu (Me and Roger)"                                           | 3 de novembro de 1990  | 6406   |
| Roger, o cachorro de estimação de Bobby, foge de casa. Preocupados, os Generics decidem procurá-lo pela cidade e o encontram numa clínica veterinária.                                                                                             |                                                                       |                        |        |
| 7 | "A Grande Limpeza (The Big Sweep)"                                    | 10 de novembro de 1990 | 6407   |
| Durante uma faxina, Bobby perde um dos chinelos preferidos de sua mãe. No final, o garoto recupera o objeto. |                                                                       |                        |        |
| 8 | "A Noite do Dia das Bruxas (The Night of the Living Pumpkin)"         | 24 de novembro de 1990 | 6408   |
| No Halloween, Bobby e o Tio Ted decidem transformar a casa num "Clube do Terror". |                                                                       |                        |        |
| 9 | "Bobby vai à Praia (Beach Blanket Bobby)"                             | 1 de dezembro de 1990  | 6409   |
| O Tio Ted convida os Generics para um passeio em seu barco e eles ficam presos em uma ilha desconhecida. Apesar de Bobby gostar de ficar na ilha, sua alegria dura pouco após uma equipe resgatá-lo, junto com sua família.                        |                                                                       |                        |        |
| 10 | "A Vingança do Dr. Noo (The Revenge of Dr. Noo)"                      | 15 de dezembro de 1990 | 6410   |
| Bobby fica doente e todos ficam preocupados. O Tio Ted leva o garoto ao hospital, mas Bobby acha que irá para o Dr. Noo. Para sua sorte, não era o vilão do filme de terror quem o atenderia.                                                      |                                                                       |                        |        |
| 11 | "O Casamento (In Search of the Ring Bear)"                            | 5 de janeiro de 1991   | 6413   |
| Bobby vai ao casamento de um parente dos Generics. Seu interesse era descobrir quem era o carregador de anéis, mas ele, achando que era um urso, fica desapontado ao ver que era apenas um garoto quem fazia aquilo.                               |                                                                       |                        |        |
| 12 | "Bobby sai de Férias (See America Last)"                              | 12 de janeiro de 1991  | 6411   |
| Os Generics viajam ao Grand Canyon, mas o passeio não foi o que Howard pensava. |                                                                       |                        |        |
| 13 | "Bobby na Televisão (Bobby's Big Broadcast)"                          | 19 de janeiro de 1991  | 6412   |
| Martha pede ao Tio Ted para que leve Bobby e Derek ao Museu, pois ela estava doente e não queria os dois em casa naquele momento. Durante o passeio, Bobby imagina ser protagonista de vários desenhos.                                            |                                                                       |                        |        |

### Segunda temporada
| № | Episódio                                                 | Exibição original      | Código |
| --- | -------------------------------------------------------- | ---------------------- | ------ |
| 14 | "Vem Vindo um Bebê Aí (Three Kids and a Baby)"           | 7 de setembro de 1991  | 6801   |
| Martha diz que está grávida e Howard passa mal ao descobrir. Bobby pensa que será rejeitado e foge de casa, porém é convencido a ficar. |                                                          |                        |        |
| 15 | "A Mentira tem Perna Curta (Suspects, Lies & Videotape)" | 14 de setembro de 1991 | 6802   |
| Bobby quebra, acidentalmente, o busto do cantor Elvis Presley que sua mãe havia ganhado. O garoto ainda derruba as ferramentas de seu pai e diz que foi Derek quem as utilizou para consertar o skate. Ele ainda coloca a minissaia de Kelly no busto de Elvis, além de enterrá-lo no quintal. Uma senhora descobre tudo e liga para a Polícia, que desenterra o busto, deixando Martha e Kelly abaladas. Bobby fica inconformado com o que havia feito e pede desculpas em seguida por ter mentido. |                                                          |                        |        |
| 16 | "O Clube de Bobby (Clubhouse Bobby)"                     | 21 de setembro de 1991 | 6804   |
| Bobby constrói uma casa na árvore, mas Howard e Martha não o permitem que faça sozinho. Com a casa pronta, ele convida Jackie e outros meninos para formarem um clube. |                                                          |                        |        |
| 17 | "O Pesadelo de Bobby (Nightmare on Bobby's Street)"      | 28 de setembro de 1991 | 6807   |
| Bobby e sua família assistem a um filme de terror e ao dormir, tem pesadelos. Para conseguir dormir, chega a ir ao quarto de seus pais, até que o Tio Ted resolve ficar com ele. |                                                          |                        |        |
| 18 | "Onde Meu Pai Trabalha (Caution: Bobby at Work)"         | 12 de outubro de 1991  | 6803   |
| Howard convida Bobby para conhecer o escritório onde trabalha. |                                                          |                        |        |
| 19 | "Bobby Vai à Escola (Total Recess)"                      | 26 de outubro de 1991  | 6406   |
| É o primeiro dia de Bobby na pré-escola, e o Tio Ted resolve acompanhá-lo. |                                                          |                        |        |
| 20 | "O Que Vale é Ganhar (Chariots of Bobby)"                | 2 de novembro de 1991  | 6805   |
| Os Generics decidem convencer Bobby a participar dos Jogos Olímpicos do Bairro. Jackie e sua família também disputam a competição. |                                                          |                        |        |
| 21 | "O Aniversário de Bobby (Bobby's Birthday Bash)"         | 16 de novembro de 1991 | 6808   |
| Bobby comemora seu aniversário com a família e seus amigos. Howard pensou em cancelar a festa em virtude da gravidez de Martha, mas volta atrás. |                                                          |                        |        |

### Terceira temporada
| № | Episódio                                                | Exibição original      | Código |
| --- | ------------------------------------------------------- | ---------------------- | ------ |
| 22 | "Cai o Primeiro Dente de Bobby (Bobby's Tooth or Dare)" | 29 de agosto de 1992   | 7101   |
| Bobby assiste a um filme na escola sobre cuidado dos dentes. Derek tenta assustá-lo contando que um dentista furaria o dente do garoto com uma picareta, e eles vão juntamente com Kelly e o Tio Ted até o Dr. Stoop. Em casa, Bobby morde uma maçã e vê o dente sobre a fruta.                                                                                 |                                                         |                        |        |
| 23 | "A Mudança (Bobby's Big Move)"                          | 5 de setembro de 1992  | 7102   |
| Bobby e sua família mudam-se para uma casa nova, mas o garoto não gosta, já que preferia a residência antiga. |                                                         |                        |        |
| 24 | "Más Notícias (Bad News Bobby)"                         | 12 de setembro de 1992 | 7103   |
| Depois de assistir a um jogo de beisebol com seu pai, Bobby treina para enfrentar a equipe dos Tigres, que até então não haviam perdido nenhuma vez. |                                                         |                        |        |
| 25 | "Quem Quer Nadar Comigo (Swim By Me)"                   | 19 de setembro de 1992 | 7104   |
| Bobby, Kelly e Derek vão ao clube, e este último retira da piscina o seu irmão mais novo, que não sabia nadar. O Tio Ted leva Bobby para a aula de natação, e a professora chamou o garoto de "golfinho" ao entregar o diploma. Bobby descobre que Derek o largou no caminho para o clube e ao conhecer um homem chamado Boo, descobre que ele não o assustava. |                                                         |                        |        |
| 26 | "Teatrinho de Faz-de-Conta (The Play's the Thing)"      | 26 de setembro de 1992 | 7105   |
| O Tio Ted apresenta uma peça em que Bobby e a família são os protagonistas, mas o garoto só queria cantar na apresentação. |                                                         |                        |        |
| 27 | "História de Pescador (Fish Tales)"                     | 10 de outubro de 1992  | 7106   |
| Bobby e sua família viajam ao Canadá para pescar. |                                                         |                        |        |
| 28 | "A Música (The Music)"                                  | 17 de outubro de 1992  | 7107   |
| Bobby conhece o guarda-de-trânsito Abe, que vira rapidamente seu amigo. Quando ele morre, o garoto não acredita e fica triste, mas Howard o acalma logo em seguida. |                                                         |                        |        |
| 29 | "A Miséria Adora Companhia (Misery Loves Company)"      | 24 de outubro de 1992  | 7108   |
| Bobby passa o dia na casa de Gordon, um garoto que se considera um "fã número 1" dele, mas sempre o culpa pelo seu mau comportamento. |                                                         |                        |        |
| 30 | "Bobby, Ligue Para Casa (Bobby Phone Home)"             | 19 de setembro de 1992 | 7110   |
| Bobby e o Tio Ted saem para o casamento da empregada dos Generics, mas eles descobrem que foram parar em Las Vegas. Eles, então, tentam encontrar um telefone para dizer onde estão. |                                                         |                        |        |
| 31 | "O Irmão Mais Velho (Baby Brother Blues)"               | 14 de novembro de 1992 | 7111   |
| Os bebês de Martha estão prestes a nascer e Bobby acha que será rejeitado. Porém, no hospital, começa a gostar de seus irmãos mais novos. O cantor Paul Anka faz uma participação no final do episódio. |                                                         |                        |        |
| 32 | "A Namorada de Bobby (Bobby's Girl)"                    | 21 de novembro de 1992 | 7112   |
| No Dia dos Namorados, Bobby pensa que pode estar namorando sua amiga Jackie. O cantor B. J. Thomas faz uma participação especial no episódio. |                                                         |                        |        |
| 33 | "Efeitos Colaterais (Ill Effects)"                      | 28 de novembro de 1992 | 7109   |
| O Tio Ted conta várias histórias a Bobby, que estava doente. |                                                         |                        |        |
| 34 | "Eu Quero Minha Mãe (I Want My Mommy)"                  | 8 de maio de 1993      | 7113   |
| Os Generics comemoram o Dia das Mães num parque de diversões. Em 3 momentos do episódio, Bobby irrita-se com as provocações de Kelly e Derek e o pedido de Martha para andar na montanha-russa enquanto a fila não diminuísse, transformando-se no Incrível Hulk.                                                                                               |                                                         |                        |        |

### Quarta temporada
| № | Episódio                                                   | Exibição original       | Código |
| --- | ---------------------------------------------------------- | ----------------------- | ------ |
| 35 | "O Herói (The Hero)"                                       | 18 de setembro de 1993  | 7501   |
| 36 | "A Namorada do Tio Ted (Uncle Ted's New Friend)"           | 25 de setembro de 1993  | 7502   |
| O Tio Ted consegue arranjar uma namorada, porém Bobby descobre que ela é uma ladra. |                                                            |                         |        |
| 37 | "Bobby e o seu Acordeon (The World Accordion to Bobby)"    | 2 de outubro de 1993    | 7503   |
| Martha e a Tia Ruth presenteiam Bobby com um acordeon. |                                                            |                         |        |
| 38 | "Bobby se Apaixona (Bobby Ties the Knot)"                  | 9 de outubro de 1993    | 7504   |
| Bobby fica admirado com a professora substituta, deixando Jackie enciumada. |                                                            |                         |        |
| 39 | "A Aventura de Bobby e Derek (Jets, Choo-Choos, and Cars)" | 16 de outubro de 1993   | 7505   |
| Martha e Howard mandam Bobby e Derek viajarem para a casa da avó deles, porém os dois se recusam a ir. Eles perdem o voo após enrolarem no aeroporto, e ficam no hotel.                                            |                                                            |                         |        |
| 40 | "Bobby e as Aulas de Karatê (Karate Bobby)"                | 23 de outubro de 1993   | 7506   |
| O Tio Ted leva Bobby para uma aula de karatê para fazer o garoto ficar livre dos rivais. Mas Bobby fica com problemas para tal atitude.                                                                            |                                                            |                         |        |
| 41 | "Meu Pai é o Maior (A Day With Dad)"                       | 6 de novembro de 1993   | 7507   |
| 42 | "Mamãe Merece Uma Estátua (Psycho Bobby)"                  | 13 de novembro de 1993  | 7508   |
| No dia do aniversário de Martha, Bobby quer fazer uma estátua de sua mãe, e o trabalho fica estranho no ponto de vista de todos.                                                                                   |                                                            |                         |        |
| 43 | "O Que é Ser Dedo-Duro (The Smell of a Tattletale)"        | 20 de novembro de 1993  | 7509   |
| Bobby conta para as mães do bairro o que seus filhos fazem, e em seguida pergunta por que os garotos estão irritados com ele.                                                                                      |                                                            |                         |        |
| 44 | "E o Meu Dia (It's My Party)"                              | 27 de novembro de 1993  | 7510   |
| Howard decide adiar seus planos de ajudar Bobby a construir um forte para ajudar Martha na organização do aniversário de 16 anos de Kelly. Irritado, o garoto decide estragar (involuntariamente) a festa da irmã. |                                                            |                         |        |
| 45 | "O Mistério da Bola de Lama (One Clump or Two)"            | 5 de fevereiro de 1994  | 7511   |
| 46 | "O Grande Sonho de Bobby (Bobby's Big Dream)"              | 19 de fevereiro de 1994 | 7512   |
| 47 | "Bobby, o Musical (Bobby, the Musical)"                    | 26 de fevereiro de 1994 | 7513   |
| Durante uma chuva forte, faltou energia na casa dos Generics, e Bobby decide relembrar trechos musicais de outros episódios.                                                                                       |                                                            |                         |        |

### Quinta temporada
| № | Episódio                                          | Exibição original       | Código              |
| --- | ------------------------------------------------- | ----------------------- | ------------------- |
| 48 | "Rebelde Sem Causa (Rebel Without a Clue)"        | 12 de setembro de 1994  | BW-501              |
| Influenciado por um garoto rebelde chamado Anthony, Bobby decide se vingar das humilhações de Derek. |                                                   |                         |                     |
| 49 | "Parque dos Velhinhos (Geriatric Park)"           | 13 de setembro de 1994  | BW-502              |
| 50 | "Harry Fica Numa Boa (Harry Takes a Powder)"      | 14 de setembro de 1994  | BW-503              |
| Jackie pede a Bobby para cuidar de Harry, seu hamster de estimação. Quando o garoto vai brincar, deixa o animal escapar da gaiola. Jackie pensa que Harry morreu e ameaça contar aos pais de Bobby. Martha confunde Harry com um rato e Kelly chama os dedetizadores. Quando Bobby reencontra o hamster, promete que nunca mais seria irresponsável.                                                            |                                                   |                         |                     |
| 51 | "O Grande Susto de Bobby (Bobby's Big Boo-Boo)"   | 15 de setembro de 1994  | BW-504              |
| Bobby tem que operar as amídalas e Derek, para assustá-lo, inventa mentiras sobre a cirurgia, fazendo com que o garoto relute em ir ao hospital. Antes da operação, ele sonha com o Capitão Squash e até com Alexander Graham Bell, o inventor do telefone, que recebe um telefonema e diz a Bobby que ele teria que operar as amídalas. Bobby tenta fugir e quando acorda, descobre que já havia sido operado. |                                                   |                         |                     |
| 52 | "O Emprego da Mamãe (Mom on Wheels)"              | 16 de setembro de 1994  | BW-505              |
| Martha vira empregada em uma lanchonete e Howard leva Bobby para passar um dia com ela. |                                                   |                         |                     |
| 53 | "Fim de Semana no Tio Ted (Weekend at Teddie's)"  | 7 de novembro de 1994   | BW-506              |
| Bobby passa o final de semana com o Tio Ted, aprendendo a valorizar sua vida doméstica. |                                                   |                         |                     |
| 54 | "A Reforma da Casa (Generics Under Construction)" | 8 de novembro de 1994   | BW-507              |
| 55 | "Uma Babá Quase Imperfeita (Mrs. Noogiefire)"     | 14 de novembro de 1994  | BW-508              |
| O Tio Ted resolve se disfarçar de babá para mostrar que sabe cuidar de crianças. |                                                   |                         |                     |
| 56 | "O Rancho (Bobby Slicker)"                        | 21 de novembro de 1994  | 70205-0009 / BW-509 |
| 57 | "Quem Vende Mais? (No Sale)"                      | 28 de novembro de 1994  | BW-510              |
| Bobby quer ganhar um par de patins novos, e tenta vender o maior número de doces para conseguir o presente. |                                                   |                         |                     |
| 58 | "Sozinho Fora de Casa (Who You Gonna Call...???)" | 6 de fevereiro de 1995  | BW-511              |
| 59 | "Bobby, o Contador de Histórias (Starring Bobby)" | 13 de fevereiro de 1995 | BW-512              |
| 60 | "Tia Ruth é a Maior (The Truth About Aunt Ruth)"  | 20 de fevereiro de 1995 | BW-513              |

### Sexta temporada
| № | Episódio                                                       | Exibição original       | Código |
| --- | -------------------------------------------------------------- | ----------------------- | ------ |
| 61 | "A Maravilha do Computador (Bobby On-Line)"                    | 11 de setembro de 1995  | BW-601 |
| Os Generics ganham um computador e a confusão se instala na casa. Bobby é o único que não tem permissão para usá-lo. |                                                                |                         |        |
| 62 | "Bobby, o Gênio (Bobby the Genius)"                            | 12 de setembro de 1995  | BW-602 |
| 63 | "O Bom de Tampinhas (Hooked on Caps)"                          | 13 de setembro de 1995  | BW-603 |
| Bobby pede para jogar tampinhas com Derek, que não permite. O garoto, acidentalmente, atira uma peça e descobre que também sabia jogar. |                                                                |                         |        |
| 64 | "De Quem é a Barraca? (Bobby's Last Stand)"                    | 14 de setembro de 1994  | BW-604 |
| Bobby assiste a uma propaganda da Mangueira Super-Saturadora X-15 e, para ganhar o presente, decide vender limonadas. Porém, uma briga com Jackie estraga os planos do garoto, que destrói a barraca e joga a culpa na menina. Howard ajuda Bobby na venda, entretanto flagra o pai de Jackie na barraca. Os dois entram em discussão, mas o Tio Ted resolve o problema cortando a barraca no meio. |                                                                |                         |        |
| 65 | "Milagre de Natal (Miracle on 34th St and Rural Route 1)"      | 22 de dezembro de 1995  | BW-605 |
| 66 | "O Solitário Tio Ted (Just Plain Sleepless)"                   | 5 de fevereiro de 1996  | BW-606 |
| 67 | "Bobby, o Super-Herói (Bobby, Lord of the Slopes)"             | 12 de fevereiro de 1996 | BW-607 |
| O Tio Ted leva as crianças para uma viagem de esqui. |                                                                |                         |        |
| 68 | "Hora Após Hora (Time After Time)"                             | 20 de outubro de 1996   | BW-701 |
| 69 | "Dia da Independência (Independence Bobby)"                    | 27 de outubro de 1996   | BW-702 |
| Bobby quer um novo corte de cabelo para comemorar o dia da Independência dos Estados Unidos. |                                                                |                         |        |
| 70 | "Bobby, o Candidato (Bobby the Candidate)"                     | 4 de novembro de 1996   | BW-703 |
| Bobby decide candidatar-se à presidência da classe, porém a campanha é um fracasso. |                                                                |                         |        |
| 71 | "A Importância de Ser Ernest (The Importance of Being Ernest)" | 6 de maio de 1996       | BW-608 |
| Bobby tenta a todo custo ler o diário de Kelly, mas quando consegue, chora ao descobrir que não sabia ler nada. |                                                                |                         |        |

### Sétima temporada
| № | Episódio                                         | Exibição original       | Código |
| --- | ------------------------------------------------ | ----------------------- | ------ |
| 72 | "Mal Modos de Bobby (Bad Manners Bobby)"         | 6 de setembro de 1997   | BW-701 |
| Bobby aprende sobre a importância das boas maneiras. |                                                  |                         |        |
| 73 | "O Resgate de Roger (Roger's Ransom)"            | 13 de setembro de 1997  | BW-702 |
| Bobby pensa que Roger foi sequestrado e estejam pedindo um resgate para soltá-lo.                                                                          |                                                  |                         |        |
| 74 | "Sapinho (Cooties)"                              | 20 de setembro de 1997  | BW-703 |
| 75 | "? (Promises, Promises)"                         | 27 de setembro de 1997  | BW-704 |
| 76 | "Generics e Índios (Generics and Indians)"       | 22 de novembro de 1997  | BW-710 |
| Bobby aprende sobre a importância do Dia de Ação de Graças.                                                                                                |                                                  |                         |        |
| 77 | "É a Vida dos Generics (It's a Generic Life)"    | 8 de novembro de 1997   | BW-606 |
| 78 | "O Cruzeiro de Bobby (Cruisin' Bobby)"           | 18 de outubro de 1997   | BW-705 |
| Os Generics participam de um cruzeiro e Bobby aprende uma lição sobre piadas práticas.                                                                     |                                                  |                         |        |
| 79 | "O Grande Dia dos Pais (Dad's Big Day)"          | 15 de novembro de 1997  | BW-708 |
| Bobby fica indeciso sobre o que levaria de presente para Howard no Dia dos Pais.                                                                           |                                                  |                         |        |
| 80 | "Ovos Azuis e Bobby (Blue Eggs and Bobby)"       | 17 de fevereiro de 1998 | BW-707 |
| Bobby se chateia por achar que é novo demais para brincar com Derek, Kelly e seus amigos.                                                                  |                                                  |                         |        |
| 81 | "De Volta Para o Futuro (Back to the Furniture)" | 23 de fevereiro de 1998 | BW-709 |
| Por ter destruído a mesa de sua avó, Bobby leva 3 punições de Howard. Ele sonha com seus pais quando crianças, numa tentativa de colocar Howard em apuros. |                                                  |                         |        |